# Jochen Herling

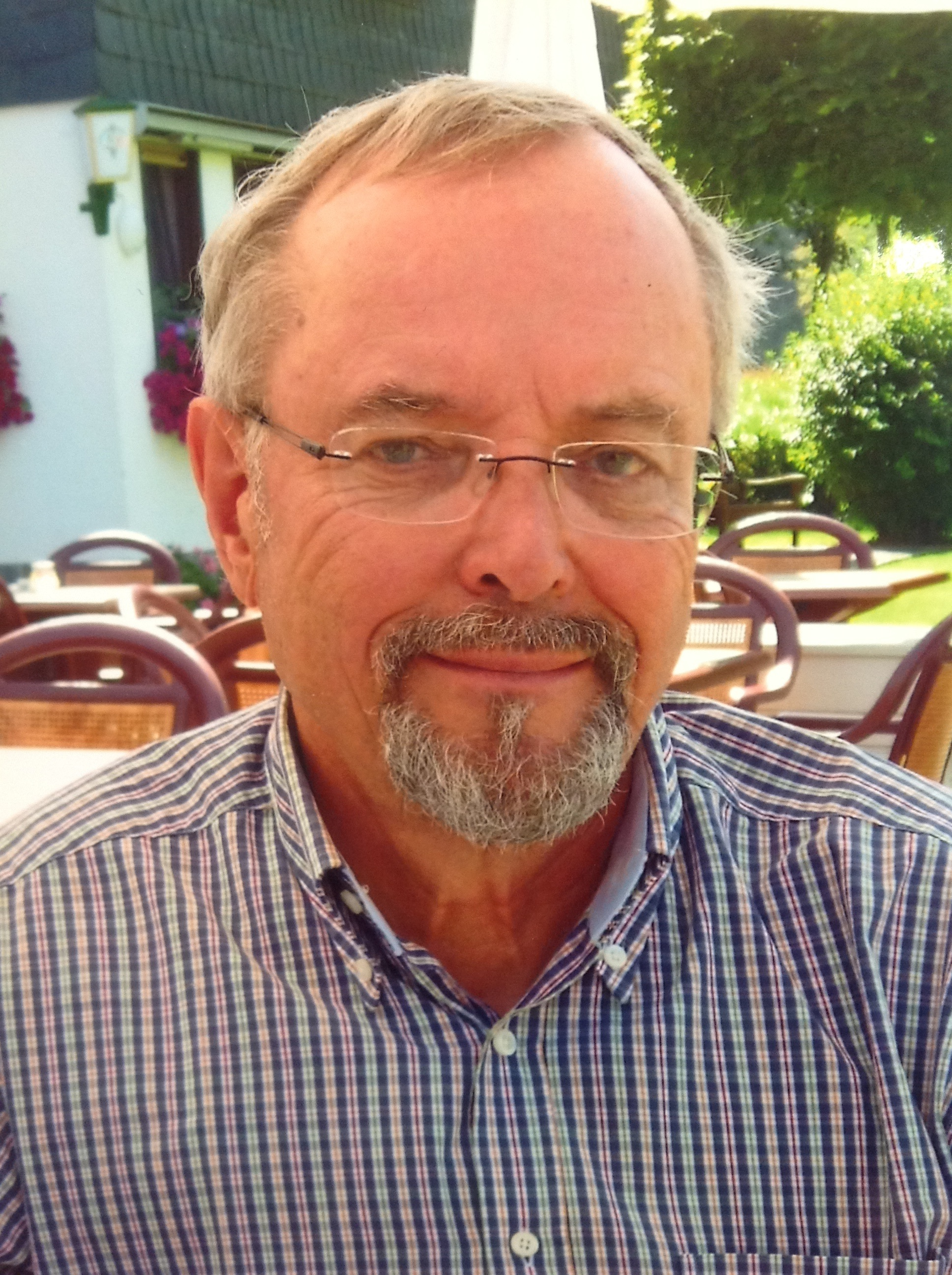
Jochen Herling, 2012

Jochen Herling (* 14. April 1943 in Braunschweig; † 27. Dezember 2021) war ein luxemburgischer Fotograf deutscher Abstammung.

## Leben und Werk
Herlings Vater war Linsenschleifer bei dem Braunschweiger Fotoapparatehersteller Voigtländer. Im Alter von 14 Jahren gewann Jochen Herling einen Fotowettbewerb der Braunschweiger Zeitung über das zur Stadt Braunschweig gehörende Naturschutzgebiet Riddagshausen. Von da an stand sein Berufswunsch fest. Herling machte eine Fotografenausbildung und arbeitete anschließend als Wissenschafts-Fotograf. Um der Wehrpflicht in Deutschland zu entgehen, ging Herling ins Ausland.

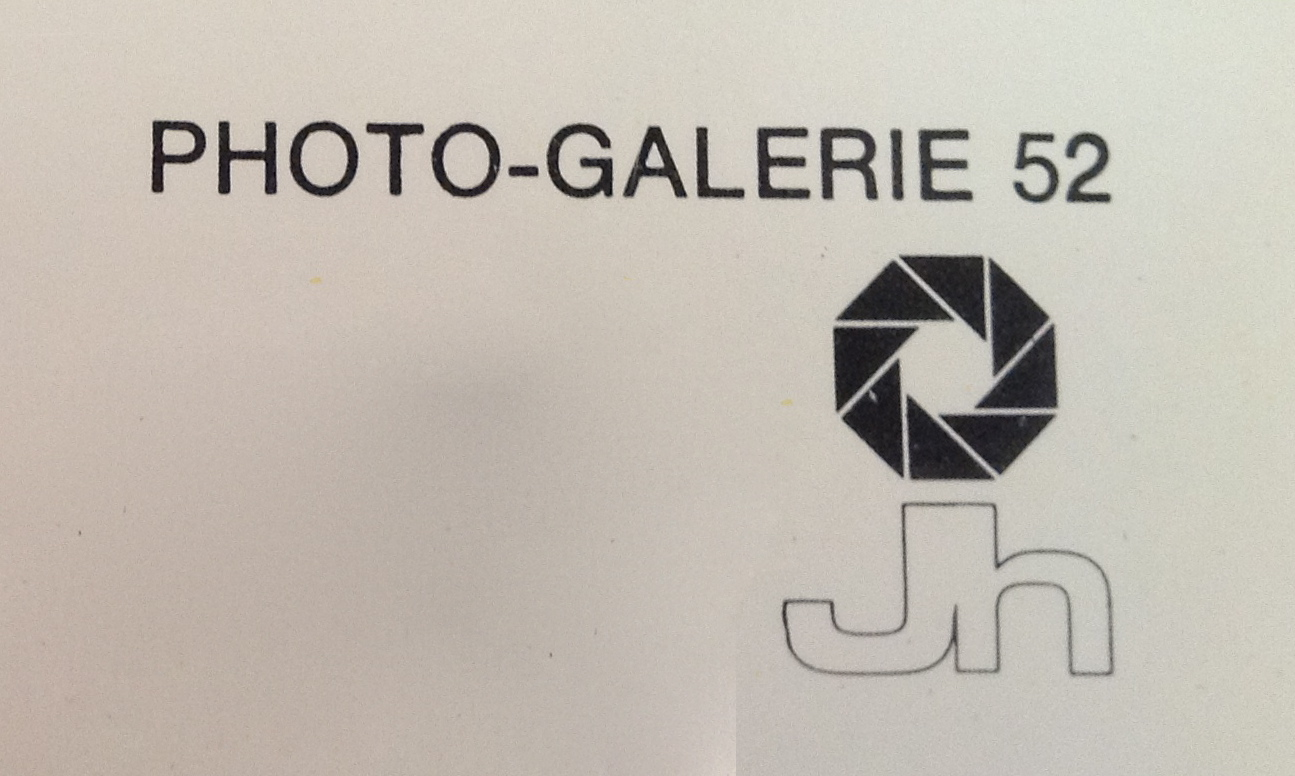

In Luxemburg fand er seine erste Anstellung bei der deutschsprachigen Wochenzeitschrift Revue. 1979 gründete Herling mit anderen Friends of Edward Steichen, einen Verein, der sich dem Werk des aus Luxemburg stammenden Fotografen Edward Steichen widmete. 1980 nahm Herling die luxemburgische Staatsbürgerschaft an. Ab 1981 arbeitete er als selbständiger Künstler und gründete zusammen mit seiner Ehefrau die PHOTO-GALERIE 52. Von 1982 bis 2001 war Herling für die Wochenzeitung d’Lëtzebuerger Land tätig, darüber hinaus war er der offizielle Fotograf der Familie des luxemburgischen Großherzogs Jean und dessen Ehefrau Joséphine Charlotte. Wegen der zunehmenden Digitalfotografie gab Jochen Herling die Fotografie 2002 auf.
Anlässlich seines 75. Geburtstages widmete ihm die Fotothek der Stadt Luxemburg 2018 eine Ausstellung.
Herling lebte in Luxemburg, war verheiratet und Vater dreier Kinder.